# Université fédérale de Sergipe
 (juin 2018).
L'Université Fédérale de Sergipe (Universidade Federal de Sergipe ou UFS) est une  université fédérale brésilienne située principalement à Aracaju -São Cristóvão, capitale de l'État de Sergipe.

## Histoire
La Création de la Faculté des sciences économiques et de l'École de chimie (1948), suivie de la Faculté de droit et de la Faculté de philosophie catholique (1950), de l'École de service social (1954) et de la Faculté des sciences médicales (1961) atteint le nombre minimum nécessaire d'écoles supérieures pour réclamer la fondation d'une université à Sergipe.

## Anciens élèves
- Otaviano Canuto (né en 1956), économiste y a fait ses études